# Stephen Storace
Stephen Storace, angleški skladatelj italijanskega rodu, * 4. april 1762, London, † 15. marec 1796.
Storace je danes najbolj poznan po svojih operah, ki so praizvedbe večinoma doživele v Londonu. Mdr. je na libreto Jamesa Cobba leta 1791 spisal glasbo za opero Obleganje Beograda.